# Ballana flexa
Ballana flexa är en insektsart som beskrevs av Delong 1964. Ballana flexa ingår i släktet Ballana och familjen dvärgstritar. Inga underarter finns listade i Catalogue of Life.